# Kamionki (województwo dolnośląskie)

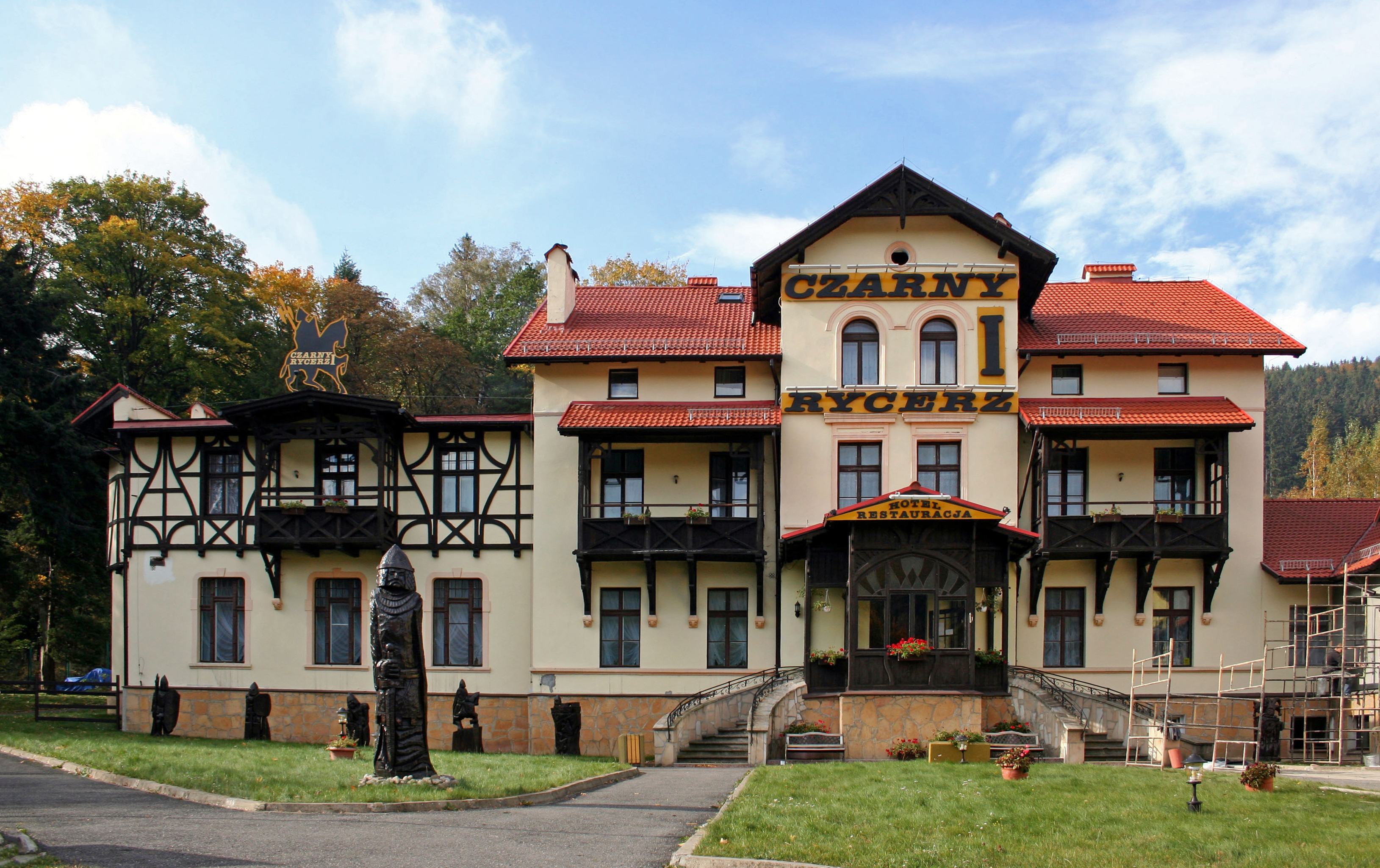
Hotel „Czarny Rycerz”

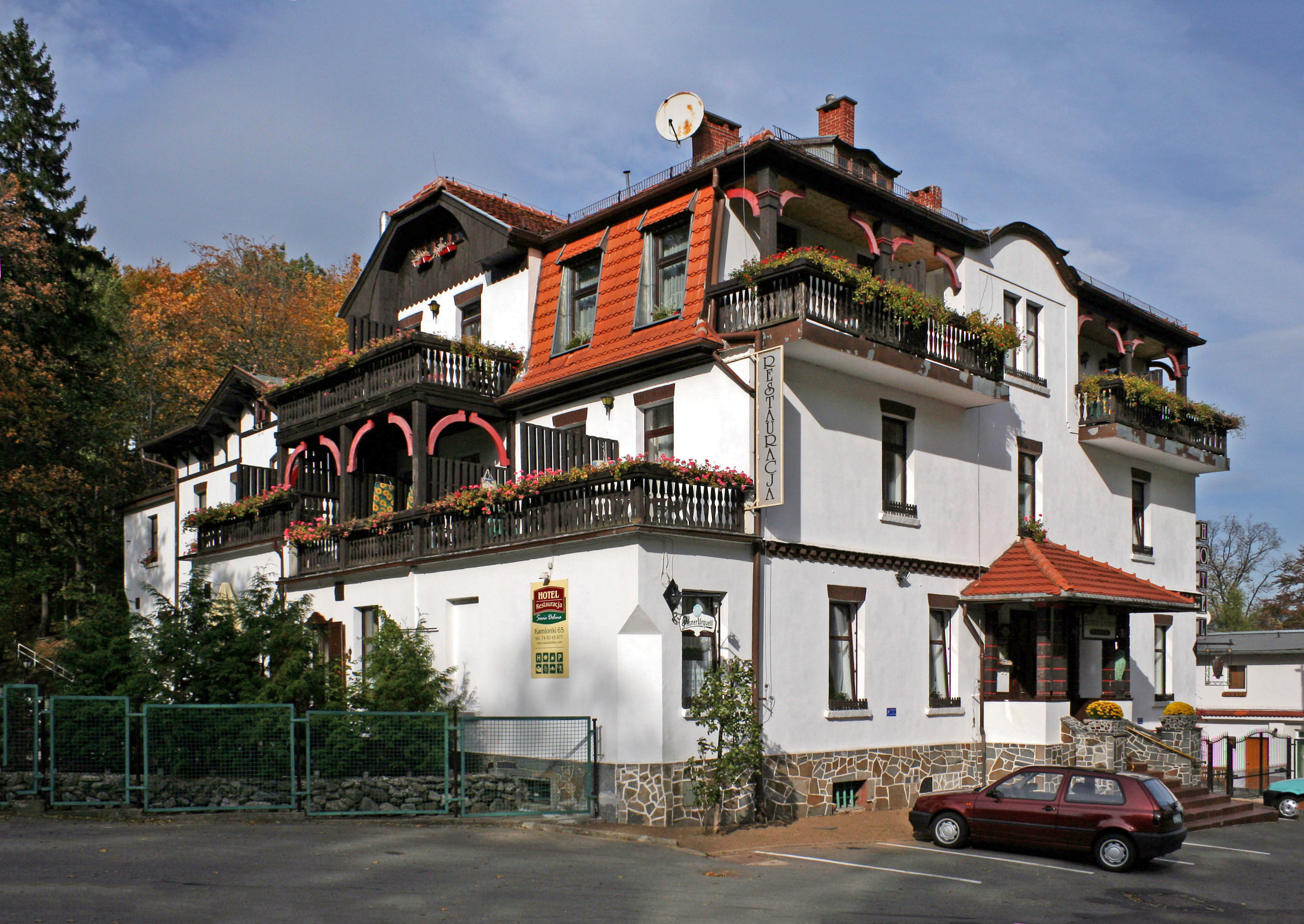
Hotel „Sowia Dolina”

Kamionki (niem. Steinkunzendorf) – wieś (1973–2015 część miasta Pieszyce) w województwie dolnośląskim, w powiecie dzierżoniowskim, gminie Pieszyce.

## Położenie
Kamionki to wieś o długości około 3,5 km, położona u podnóża Gór Sowich, w dolinie Pieszyckiego Potoku, na wysokości 370–500 m n.p.m.

## Podział administracyjny
W latach 1975–1998 miejscowość należała administracyjnie do województwa wałbrzyskiego.

## Kalendarium ważniejszych wydarzeń w Kamionkach
- 1309 – założenie kopalni St. Eliae.
- 1598 – Kamionki dziedziczą Urlich i Christoph von Strachwitz.
- 1632 – Kamionki nawiedzają awanturnicze oddziały saskie.
- 1633 – zaraza. W parafii pieszyckiej umiera ponad 2500 osób.
- 29 stycznia 1652 – zjednoczenie dóbr pieszyckich: hrabia von Gellhorn kupuje Górne Pieszyce wraz z Kamionkami od Christopha von Strachwitz.
- 9 marca 1654 – kościół w Kamionkach został przekazany katolikom.
- 14 sierpnia 1666 – na skutek ucisku masowo uciekają chłopi z Kamionek i Rościszowa.
- 1693 – plaga szarańczy i nieurodzaju.
- 1703 – źródła wymieniają 14 pracujących tkaczy w Pieszycach i Kamionkach.
- 1766 – urodził się Georg Friedrich Erdmann Klette von Klettenhof, ewangelicki szlachcic, uczony i świecki przedstawiciel Kościoła Jezusowego w Cieszynie.
- 7 lutego 1779 – splądrowanie Pieszyc i Kamionek przez wojska austriackie (wojna o sukcesję bawarską).
- 1793/1794 – wybudowanie kaplicy katolickiej w Kamionkach.
- 1799 – likwidacja szkoły katolickiej w Kamionkach i rozebranie budynku szkolnego.
- 1800 – kamionki pod zarządzaniem Ferdynanda Promitza.
- 1837/1838 – wybudowanie budynku szkoły ewangelickiej w Kamionkach.
- 1844/1849 – budowa szosy z Dzierżoniowa przez Pieszyce do Kamionek.
- 1855 – w Kamionkach mieszkało 978 ewangelików i 41 katolików.
- 1861 – graf Erdmann von Sandretzki-Sanraschutz zakłada kopalnię srebra, ołowiu i cynku – Anna.
- 1887 – mistrz murarski Glogner ze Świebodzic zakłada kopalnię srebra Augusta.
- 1889 – założenie kopalni ołowiu Wilhelm.
- 1891 – Zamknięcie kopalni Wilhelm. Projekt linii kolejowej przez Kamionki do Nowej Rudy.
- 1893 – przemianowanie kopalni srebra Augusta na kopalnie ołowiu.
- 1900 – zamknięcie kopalni Augusta.
- 7 maja 1945 – wkroczenie Rosjan.
- 29 października 1945 – zmiana niemieckiej nazwy wsi – Steinkunzendorf na polską – Kamionkowo.
- 1947 – zmiana nazwy wsi na obecną – Kamionki.

## Zabytki
Do wojewódzkiego rejestru zabytków wpisane są obiekty:
- willa "Wilnianka" z 1900 roku,
- kościół filialny pw. Aniołów Stróżów, wzniesiony w latach 1793-1795, należący do pieszyckiej parafii św. Antoniego.

Inne zabytki:
- w obrębie wsi znajdują się także relikty dawnego górnictwa srebra i ołowiu: kopalnie Augusta[7], Anna, Wilhelm, Forelle, oraz dawne wyrobiska na górze Błyszcz[5].

## Szlaki turystyczne
Przez Kamionki prowadzą dwa znakowane szlaki turystyczne:
- z Pieszyc na Przełęcz Jugowską,
- z Pieszyc na Młyńsko.

## Osoby związane z Kamionkami
W 1766 urodził się tutaj Georg Friedrich Erdmann Klette von Klettenhof, ewangelicki szlachcic, uczony i świecki przedstawiciel Kościoła Jezusowego w Cieszynie.